# Campeonato Mundial de Snowboard de 2017 - Halfpipe feminino
A prova do halfpipe feminino do Campeonato Mundial de Snowboard de 2017 foi disputada entre 10 e 11 de março  em Serra Nevada na Espanha. 31 atletas de 14 nacionalidades participaram do evento.

## Medalhistas
| Ouro              | Prata                  | Bronze                |
| Cai Xuetong (CHN) | Haruna Matsumoto (JPN) | Clemence Grimal (FRA) |

## Resultados

### Qualificação
A seguir estão os resultados da qualificação. 
| Colocação | Bib | Nome                 | Nacionalidade  | Descida 1 | Descida 2 | Melhor | Notas |
| --------- | --- | -------------------- | -------------- | --------- | --------- | ------ | ----- |
| 1         | 2   | Cai Xuetong          | China          | 94.75     | 47.50     | 94.75  | Q     |
| 2         | 4   | Arielle Gold         | Estados Unidos | 92.50     | 87.25     | 92.50  | Q     |
| 3         | 10  | Maddie Mastro        | Estados Unidos | 87.75     | 92.00     | 92.00  | Q     |
| 4         | 11  | Clemence Grimal      | França         | 91.25     | 17.50     | 91.25  | Q     |
| 5         | 3   | Haruna Matsumoto     | Japão          | 86.25     | 88.75     | 88.75  | Q     |
| 6         | 7   | Hikaru Oe            | Japão          | 83.75     | 33.00     | 83.75  | Q     |
| 7         | 1   | Liu Jiayu            | China          | 16.50     | 83.00     | 83.00  |       |
| 8         | 17  | Sophie Rodriguez     | França         | 79.75     | 81.75     | 81.75  |       |
| 9         | 5   | Mirabelle Thovex     | França         | 78.75     | 14.75     | 78.75  |       |
| 10        | 18  | Holly Crawford       | Austrália      | 31.00     | 78.25     | 78.25  |       |
| 11        | 20  | Queralt Castellet    | Espanha        | 77.75     | 59.25     | 77.75  |       |
| 12        | 6   | Kurumi Imai          | Japão          | 34.25     | 73.25     | 73.25  |       |
| 13        | 13  | Zoe Kalapos          | Estados Unidos | 28.25     | 71.75     | 71.75  |       |
| 14        | 30  | Elizabeth Hosking    | Canadá         | 68.25     | 66.75     | 68.25  |       |
| 15        | 21  | Wu Shaotong          | China          | 62.50     | 39.25     | 62.50  |       |
| 16        | 14  | Mercedes Nicoll      | Canadá         | 62.25     | 58.25     | 62.25  |       |
| 17        | 15  | Emily Arthur         | Austrália      | 61.75     | 51.75     | 61.75  |       |
| 18        | 9   | Verena Rohrer        | Suíça          | 61.00     | 14.25     | 61.00  |       |
| 19        | 22  | Kwon Sun-oo          | Coreia do Sul  | 60.00     | 41.75     | 60.00  |       |
| 20        | 8   | Li Shuang            | China          | 18.00     | 55.75     | 55.75  |       |
| 21        | 16  | Katie Tsuyuki        | Canadá         | 23.50     | 55.50     | 55.50  |       |
| 22        | 25  | Calynn Irwin         | Canadá         | 50.50     | 21.25     | 50.50  |       |
| 23        | 19  | Lellani Ettel        | Alemanha       | 40.50     | 50.25     | 50.25  |       |
| 24        | 27  | Noelle Edwards       | Estados Unidos | 23.00     | 48.00     | 48.00  |       |
| 25        | 24  | Jenise Spiteri       | Malta          | 42.25     | 44.75     | 44.75  |       |
| 26        | 23  | Jeong Yu-rim         | Coreia do Sul  | 42.50     | 44.00     | 44.00  |       |
| 27        | 26  | Kaja Verdnik         | Eslovênia      | 38.50     | 38.50     | 38.50  |       |
| 28        | 28  | Eva Kralj            | Eslovênia      | 33.25     | 34.25     | 34.25  |       |
| 29        | 29  | Klementyna Kolodziej | Polónia        | 31.75     | 7.75      | 31.75  |       |
| 30        | 31  | Sarka Pancochova     | Chéquia        | 17.00     | 21.75     | 21.75  |       |
| 31        | 12  | Qiu Leng             | China          | 9.50      | 14.75     | 14.75  |       |

### Final
A seguir estão os resultados da final. 
| Colocação         | Bib | Nome             | Nacionalidade  | Descida 1 | Descida 2 | Descida 3 | Melhor |
| ----------------- | --- | ---------------- | -------------- | --------- | --------- | --------- | ------ |
| Medalha de ouro   | 2   | Cai Xuetong      | China          | 90.75     | 32.00     | 88.00     | 90.75  |
| Medalha de prata  | 3   | Haruna Matsumoto | Japão          | 84.75     | 80.00     | 81.00     | 84.75  |
| Medalha de bronze | 11  | Clemence Grimal  | França         | 38.50     | 56.75     | 79.00     | 79.00  |
| 4                 | 7   | Hikaru Oe        | Japão          | 77.00     | 70.50     | 32.50     | 77.00  |
| 5                 | 4   | Arielle Gold     | Estados Unidos | 59.50     | 74.25     | 61.00     | 74.25  |
| 6                 | 10  | Maddie Mastro    | Estados Unidos | 70.00     | 20.75     | 49.00     | 70.00  |

Legenda
| Recorde mundial       | Recorde mundial (World record)               |                       | Recorde africano                      | Recorde africano (African) |                                           | Q | Classificado por posição (Qualified) |
| Recorde do campeonato | Recorde do campeonato (Championship record)  | Recorde da América    | Recorde da América (Americas)         | q                          | Classificado por melhor tempo (Qualified) |   |                                      |
| Melhor marca do ano   | Melhor marca do ano (World leading)          | Recorde asiático      | Recorde asiático (Asian)              | DNS                        | Não largou (Did not start)                |   |                                      |
| Recorde nacional      | Recorde nacional (National record)           | Recorde europeu       | Recorde europeu (European)            | DNF                        | Não terminou (Did not finish)             |   |                                      |
| Recorde pessoal       | Recorde pessoal do atleta (Personal best)    | Recorde da Oceania    | Recorde da Oceania (Oceania)          | DSQ / DQ                   | Desclassificado (Disqualified)            |   |                                      |
| Recorde da temporada  | Recorde da temporada do atleta (Season best) | Recorde sul-americano | Recorde sul-americano (South America) | NM                         | Sem marca (No mark)                       |   |                                      |